# Henry Gray

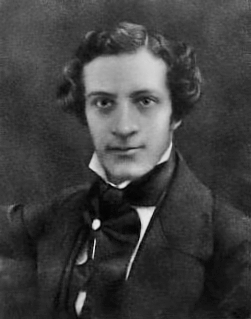
Henry Gray

Henry Gray (ur. 1827 w Londynie, zm. 13 czerwca 1861 tamże) – angielski anatom i chirurg, autor wielokrotnie wznawianego podręcznika anatomii, znanego dziś jako Gray’s Anatomy. Został wybrany do Royal Society w wieku 34 lat. Zmarł na ospę zaraziwszy się od siostrzeńca, którym opiekował się podczas choroby.